# Chalcoscirtus ansobicus
Chalcoscirtus ansobicus är en spindelart som beskrevs av Jekaterina Michajlovna Andrejeva 1976. Chalcoscirtus ansobicus ingår i släktet Chalcoscirtus och familjen hoppspindlar. Inga underarter finns listade i Catalogue of Life.